# Esteban Goicoechea
Alberto Esteban Goicoechea (El Trébol, Provincia de Santa Fe, Argentina; 22 de septiembre de 1986) es un futbolista argentino. Juega como lateral por izquierda y su primer equipo fue Unión de Santa Fe. Actualmente se encuentra en Civitavecchia de la Eccellenza de Italia.

## Trayectoria
Esteban Goicoechea se formó en el club Trebolense de su ciudad natal, donde jugó la Liga Departamental San Martín. Con apenas 19 años tuvo la chance de probarse en Unión de Santa Fe y recibió el visto bueno del entrenador Carlos Trullet para sumarse al plantel profesional. Su debut con la camiseta rojiblanca se produjo el 2 de diciembre de 2006, en la derrota 2-1 ante Platense: ese día ingresó a los 33 del ST en reemplazo de Roberto Battión.

## Clubes
| Club                       | País      | Año       |
| -------------------------- | --------- | --------- |
| Unión de Santa Fe          | Argentina | 2006-2008 |
| Sportivo Belgrano          | Argentina | 2008-2011 |
| Defensa y Justicia         | Argentina | 2011-2012 |
| San Martín de Tucumán      | Argentina | 2012-2013 |
| San Martín de Mendoza      | Argentina | 2013      |
| San Jorge de Tucumán       | Argentina | 2014      |
| Sol de América de Formosa  | Argentina | 2014      |
| Juventud Unida de San Luis | Argentina | 2015      |
| San Martín de Tucumán      | Argentina | 2016-2017 |
| Instituto de Córdoba       | Argentina | 2017-2018 |
| Sportivo Belgrano          | Argentina | 2018-2019 |
| Mons Calpe                 | Gibraltar | 2019      |
| Bangor City                | Gales     | 2020      |
| Sambenedettese             | Italia    | 2020-2021 |
| Glacis United              | Gibraltar | 2021-2022 |
| Budoni                     | Italia    | 2022-2023 |
| Faul Cimini Viterbo        | Italia    | 2023-2024 |
| Civitavecchia              | Italia    | 2024-Act. |

### Estadísticas
- Actualizado al 30 de junio de 2024

| Club                          | Div.                | Temporada           | Liga | Liga | Copa Nacional | Copa Nacional | Copa Internacional | Copa Internacional | Total | Total |
| Club                          | Div.                | Temporada           | PJ   | G    | PJ            | G             | PJ                 | G                  | PJ    | G     |
| ----------------------------- | ------------------- | ------------------- | ---- | ---- | ------------- | ------------- | ------------------ | ------------------ | ----- | ----- |
| Unión Argentina               |                     |                     |      |      |               |               |                    |                    |       |       |
| 2.ª                           | 2006/07             | 5                   | 0    | -    | -             | -             | -                  | 5                  | 0     |       |
| 2.ª                           | 2007/08             | 3                   | 0    | -    | -             | -             | -                  | 3                  | 0     |       |
| Total                         | Total               | 8                   | 0    | -    | -             | -             | -                  | 8                  | 0     |       |
| Sportivo Belgrano Argentina   |                     |                     |      |      |               |               |                    |                    |       |       |
| 4.ª                           | 2008/09             | 28                  | 0    | -    | -             | -             | -                  | 28                 | 0     |       |
| 3.ª                           | 2009/10             | ?                   | 1    | -    | -             | -             | -                  | ?                  | 1     |       |
| 3.ª                           | 2010/11             | ?                   | 1    | -    | -             | -             | -                  | ?                  | 1     |       |
| 3.ª                           | 2018/19             | 17                  | 1    | 4    | 0             | -             | -                  | 21                 | 1     |       |
| Total                         | Total               | 109                 | 3    | 4    | 0             | -             | -                  | 113                | 3     |       |
| Defensa y Justicia Argentina  |                     |                     |      |      |               |               |                    |                    |       |       |
| 2.ª                           | 2011/12             | 6                   | 0    | 0    | 0             | -             | -                  | 6                  | 0     |       |
| Total                         | Total               | 6                   | 0    | 0    | 0             | -             | -                  | 6                  | 0     |       |
| San Martín (T) Argentina      |                     |                     |      |      |               |               |                    |                    |       |       |
| 3.ª                           | 2012/13             | 21                  | 2    | 2    | 0             | -             | -                  | 23                 | 2     |       |
| 3.ª                           | 2016                | 19                  | 2    | -    | -             | -             | -                  | 19                 | 2     |       |
| 2.ª                           | 2016/17             | 33                  | 1    | -    | -             | -             | -                  | 33                 | 1     |       |
| Total                         | Total               | 73                  | 5    | 2    | 0             | -             | -                  | 75                 | 5     |       |
| San Martín (M) Argentina      |                     |                     |      |      |               |               |                    |                    |       |       |
| 4.ª                           | 2013/14             | 7                   | 0    | -    | -             | -             | -                  | 7                  | 0     |       |
| Total                         | Total               | 7                   | 0    | -    | -             | -             | -                  | 7                  | 0     |       |
| San Jorge (T) Argentina       |                     |                     |      |      |               |               |                    |                    |       |       |
| 3.ª                           | 2013/14             | 8                   | 0    | -    | -             | -             | -                  | 8                  | 0     |       |
| Total                         | Total               | 8                   | 0    | -    | -             | -             | -                  | 8                  | 0     |       |
| Sol de América (F) Argentina  |                     |                     |      |      |               |               |                    |                    |       |       |
| 3.ª                           | 2014                | 4                   | 0    | 1    | 0             | -             | -                  | 5                  | 0     |       |
| Total                         | Total               | 4                   | 0    | 1    | 0             | -             | -                  | 5                  | 0     |       |
| Juventud Unida (SL) Argentina |                     |                     |      |      |               |               |                    |                    |       |       |
| 3.ª                           | 2015                | 19                  | 1    | -    | -             | -             | -                  | 19                 | 1     |       |
| Total                         | Total               | 19                  | 1    | -    | -             | -             | -                  | 19                 | 1     |       |
| Instituto Argentina           |                     |                     |      |      |               |               |                    |                    |       |       |
| 2.ª                           | 2017/18             | 18                  | 0    | 1    | 0             | -             | -                  | 19                 | 0     |       |
| Total                         | Total               | 18                  | 0    | 1    | 0             | -             | -                  | 19                 | 0     |       |
| Mons Calpe Gibraltar          |                     |                     |      |      |               |               |                    |                    |       |       |
| 1.ª                           | 2019/20             | 9                   | 0    | -    | -             | -             | -                  | 9                  | 0     |       |
| Total                         | Total               | 9                   | 0    | -    | -             | -             | -                  | 9                  | 0     |       |
| Bangor City Gales             |                     |                     |      |      |               |               |                    |                    |       |       |
| 2.ª                           | 2019/20             | ?                   | ?    | -    | -             | -             | -                  | ?                  | ?     |       |
| Total                         | Total               | ?                   | ?    | -    | -             | -             | -                  | ?                  | ?     |       |
| Sambenedettese · Italia       |                     |                     |      |      |               |               |                    |                    |       |       |
| 3.ª                           | 2020/21             | 13                  | 0    | 0    | 0             | -             | -                  | 13                 | 0     |       |
| Total                         | Total               | 13                  | 0    | 0    | 0             | -             | -                  | 13                 | 0     |       |
| Glacis United Gibraltar       |                     |                     |      |      |               |               |                    |                    |       |       |
| 1.ª                           | 2021/22             | 15                  | 2    | 1    | 0             | -             | -                  | 16                 | 2     |       |
| Total                         | Total               | 15                  | 2    | 1    | 0             | -             | -                  | 16                 | 2     |       |
| Budoni · Italia               |                     |                     |      |      |               |               |                    |                    |       |       |
| 5.ª                           | 2022/23             | ?                   | ?    | -    | -             | -             | -                  | ?                  | ?     |       |
| Total                         | Total               | ?                   | ?    | -    | -             | -             | -                  | ?                  | ?     |       |
| Faul Cimini Viterbo · Italia  |                     |                     |      |      |               |               |                    |                    |       |       |
| 5.ª                           | 2023/24             | ?                   | ?    | -    | -             | -             | -                  | ?                  | ?     |       |
| Total                         | Total               | ?                   | ?    | -    | -             | -             | -                  | ?                  | ?     |       |
| Civitavecchia · Italia        |                     |                     |      |      |               |               |                    |                    |       |       |
| 5.ª                           | 2024/25             | ?                   | ?    | -    | -             | -             | -                  | ?                  | ?     |       |
| Total                         | Total               | ?                   | ?    | -    | -             | -             | -                  | ?                  | ?     |       |
| Total en su carrera           | Total en su carrera | Total en su carrera | 289  | 11   | 9             | 0             | -                  | -                  | 298   | 11    |

## Palmarés

### Campeonatos nacionales
| Título           | Club                  | País      | Año  |
| ---------------- | --------------------- | --------- | ---- |
| Torneo Federal A | San Martín de Tucumán | Argentina | 2016 |

### Otros logros
| Título                  | Club                | País      | Año  |
| ----------------------- | ------------------- | --------- | ---- |
| Ascenso al Argentino A  | Sportivo Belgrano   | Argentina | 2009 |
| Ascenso a la B Nacional | Juventud Unida (SL) | Argentina | 2015 |